# Dräpträsket
Dräpträsket är en sjö i Sorsele kommun i Lappland och ingår i Umeälvens huvudavrinningsområde. Sjön har en area på 0,442 kvadratkilometer och ligger 331,2 meter över havet.

## Delavrinningsområde
Dräpträsket ingår i det delavrinningsområde (723877-160342) som SMHI kallar för Ovan VDRID = Gargån i Vindelälvens vattendragsyta. Medelhöjden är 322 meter över havet och ytan är 42 kvadratkilometer. Räknas de 425 avrinningsområdena uppströms in blir den ackumulerade arean 6 846,52 kvadratkilometer. Vindelälven som avvattnar avrinningsområdet har biflödesordning 2, vilket innebär att vattnet flödar genom totalt 2 vattendrag innan det når havet efter 255 kilometer. Avrinningsområdet består mestadels av skog (73 procent). Avrinningsområdet har 5,91 kvadratkilometer vattenytor vilket ger det en sjöprocent på 14,1 procent.